# Pageralam
Pageralam is een bestuurslaag in het regentschap Tasikmalaya van de provincie West-Java, Indonesië. Pageralam telt 2145 inwoners (volkstelling 2010).